# L'Homme à femmes (film, 1983)
Pour les articles homonymes, voir L'Homme à femmes.
Pour plus de détails, voir Fiche technique et Distribution.
L'Homme à femmes (The Man Who Loved Women) est un film américain réalisé par Blake Edwards, sorti en 1983. Il s'agit du remake de L'Homme qui aimait les femmes de François Truffaut.

## Synopsis
Les hauts et les bas d'un homme amoureux des femmes et de sa recherche perpétuelle à combler les manquements de sa vie affective.

## Fiche technique
- Titre français : L'Homme à femmes
- Titre original : The Man Who Loved Women
- Réalisation : Blake Edwards
- Scénario : Blake Edwards, Geoffrey Edwards et Milton Wexler d'après le scénario original de Michel Fermaud, Suzanne Schiffman et François Truffaut
- Photographie : Haskell Wexler
- Montage : Ralph E. Winters
- Musique : Henry Mancini
- Producteurs : Tony Adams, Blake Edwards & Jonathan D. Krane
- Sociétés de production : Delphi Films & Columbia Pictures
- Société de distribution : Columbia Pictures
- Pays de production :  États-Unis
- Langue : Anglais
- Format : Couleur - Stéréo - 35 mm - 1.85:1
- Genre : Comédie dramatique, Romance
- Durée : 106 min
- Date de sortie : 1983

## Distribution
- Burt Reynolds : David Fowler
- Julie Andrews : Marianna
- Kim Basinger : Louise Carr
- Marilu Henner : Agnes Chapman
- Cynthia Sikes : Courtney Wade
- Jennifer Edwards : Nancy
- Barry Corbin : Roy Carr
- Sela Ward : Janet Wainwright
- Ellen Bauer : Svetlana
- Joseph Bernard : Dr Simon Abrams
- Ben Powers : Al
- Denise Crosby : Enid
- Jill Carroll : Sue
- Joyce Jameson (non créditée) : une femme

## Autour du film
- Première collaboration entre Kim Basinger et le réalisateur Blake Edwards. Celui-ci retrouvera l'actrice 4 ans plus tard dans Boire et Déboires.
- Lorsque David Fowler (Burt Reynolds) rencontre pour la première fois Agnes Chapman (Marilu Henner) à la station service, il émet le souhait de la revoir. Cette dernière lui rétorque qu'elle peut retenir son numéro de téléphone et qu'elle a une excellente mémoire. Cette évocation est évidemment à mettre en parallèle avec son don d'hypermnésie.